# 敏子内親王
敏子内親王（びんし/としこないしんのう）は、醍醐天皇の皇女。母は藤原鮮子。または、源周子。延喜11年（911年）11月28日、内親王となる。無品であった。